# Peter Kamphorst

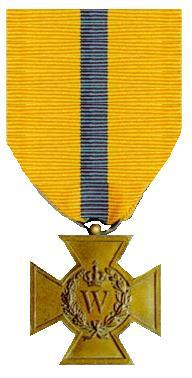
Bronzen Kruis

Peter Kamphorst (ook: Pieter Kamphorst) (Ermelo, 24 november 1894 – Mauthausen, 7 september 1944) werkte tijdens de Tweede Wereldoorlog voor Special Operations Executive in Engeland.
Kamphorst was betrokken bij Plan Holland. In de nacht van 21 op 22 oktober 1942 werd hij geparachuteerd in de buurt van Voorthuizen met de opdracht te saboteren. Hij werd meteen na zijn landing gearresteerd en was slachtoffer van het Englandspiel.
Hij gebruikte ook de namen Pieter Kampenhorst, Pieter Kerkhof en Pieter van Putten.